# Gasgrid Finland
Gasgrid Finland Oy est une entreprise publique assurant le transport du gaz en Finlande.

## Mission
Gasgrid Oy est le gestionnaire de réseau de transport qui possède et exploite le système de transport de gaz finlandais.
Gasgrid développe ses infrastructures, ses services et le marché du gaz pour promouvoir un système énergétique neutre en carbone.

## Histoire
La dérogation au respect des exigences de la législation de l'Union Européenne accordée à la Finlande par l'Union européenne a pris fin lorsque le gazoduc d'interconnexion Balticconnector entre la Finlande et l'Estonie a été achevé et que le marché finlandais du gaz a été ouvert à la concurrence le 1er janvier 2020.
Dans l'optique d'un marché du gaz ouvert, la même entreprise ne peut être à la fois gestionnaire de réseau de transport et fournisseur de gaz. Par conséquent, les activités du réseau de transport ont été dissociées de Gasum et affectées à une société distincte. Depuis le 1er janvier 2020, la société de réseau de transport de gaz Gasgrid Finland Oy appartenant à l'État de Finlande est responsable du transport de gaz en Finlande.